# バインザーロン
- バンザロン
- バインヤーロン
- バンヤーロン
- バンヤロン

バインザーロン（Bánh da lợn / 餅䏧𤞼）またはバインザーヘオ（Bánh da heo / 直訳すると「豚皮ケーキ」）は、タピオカ澱粉、米粉、すり潰した緑豆、タロイモまたはドリアン、ココナッツミルク、水（ココナッツミルクと水は両方用いる場合と単独でどちらか一方を用いる場合の3通り）、及び砂糖を材料とするベトナムの菓子である。

## 概要
緑豆、ドリアン、またはタロイモで出来た1センチほどの薄い層を交互に重ねた様態で、味は甘く、食感は外郎に似て、柔らかい。
パンダンの葉で緑色に着色する。現代では、植物に由来する着色の代わりに人工的な食品着色料が使われることがある。
マレーシアでクイ・ラピス（kuih lapis）、インドネシアでクエ・ラピス（kue lapis）と呼ばれる菓子は、バインザーロンに類似している。
フィリピンにはクチンタ（kutsinta, cuchinta）という類似した菓子があり、フィリピンでバインザーロンはベトナム風クチンタ（vietnamese kutsinta）、パンダン・クチンタ（pandan kutsinta）と呼ばれている。

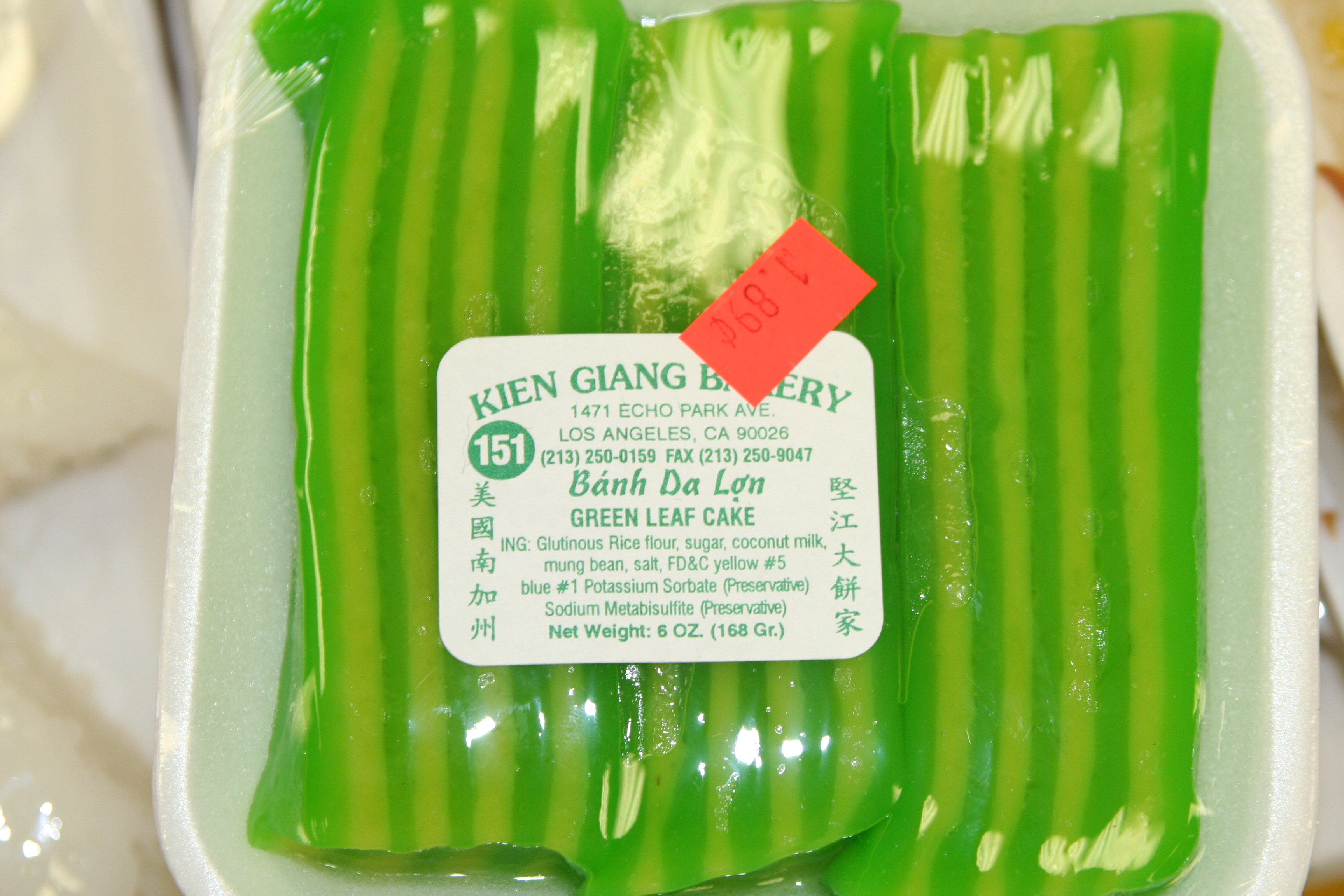
バインヤーロン